# America’s Most Wanted (Wrestling)

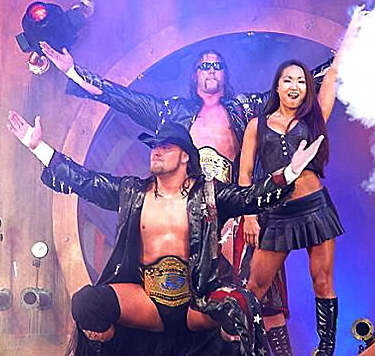
America’s Most Wanted

America’s Most Wanted (AMW) ist ein ehemaliges Tag Team aus der US-amerikanischen Wrestling-Szene. Es bestand aus Chris Harris und James Storm und trat für Total Nonstop Action Wrestling an. Später schloss sich Gail Kim, als Managerin, dem Tag Team an. America’s Most Wanted waren mit sechs Titelgewinnen das bis jetzt erfolgreichste Tag Team bei TNA Wrestling.

## Geschichte
Zunächst fehdeten Harris und Storm in Independent-Ligen miteinander, ehe sie ab dem 26. Juni 2002 bei TNA ein Tag-Team bildeten. Am 18. September durften sie bei einem 20-Mann Gaunlet for the Gold-Match die vakanten NWA World Tag Team Championship gewinnen. Anschließend fehdetete AMW gegen das Stable Disciples of The New Church (Slash und Brian Lee). Am 13. November mussten sie die Titel an diese abgeben, durften sie am 8. Januar 2003 von selbigen zurückgewinnen. Zwei Wochen später mussten sie die Titel erneut verlieren, diesmal an Triple X (Elix Skipper und Low Ki).
Am 25. Juni durften AMW in einem Cage-Match gegen Triple X zum dritten Mal die Titel gewinnen. Danach begannen die beiden gegen Simon Diamond und Johnny Swinger zu fehden, gegen die sie die Titel im August verlieren mussten. 

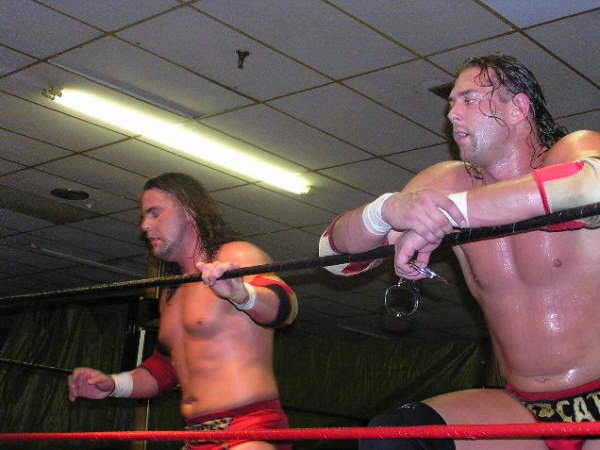
AMW während einer Houseshow

Anfang 2004 hatte AMW Fehdenprogramme gegen Red Shirt Security (Kevin Northcutt und Legend) und New York Connection (Glen Gilberti) und David Young. Am 4. Juni durften sie in einem Match gegen Kid Kash und Dallas zum vierten Mal die NWA World Tag Team Championship gewinnen. Am 7. Juli mussten sie die Titel an The Naturals (Chase Stevens und Andy Douglas) abgeben.
AMW begann dann eine Fehde mit den Naturals und Triple X. Ihre letzte Regentschaft als Tag Team Champions begann am 29. März 2006 und endete nach 24 Wochen am 18. Juni.
Am 14. Dezember 2006 trafen AMW auf die amtierenden Tag Team Champions Latin American Exchange (Homicide und Hernandez) in einem Title vs. Team Match. Da sie dieses Match verlieren mussten, löste sich das Team auf.

## Erfolge als Tag Team
- 6× NWA World Tag Team Champions
- 1× NWA Shockwave Tag Team Champions
- Pro Wrestling Illustrated: Tag Team des Jahres 2004
- Wrestling Observer Newsletter Awards: Tag Team des Jahres 2005